# Frank Foss
Frank Kent Foss (Chicago, 9 de maio de 1895 – Hinsdale, 5 de abril de 1989) foi um atleta e campeão olímpico norte-americano  especializado no salto com vara.
Foss foi campeão olímpico em Antuérpia 1920, quando quebrou o recorde mundial e olímpico com a marca de 4m09, superior a seu próprio recorde mundial não-oficial de 4m05 conseguido um ano antes.
Formado pela Universidade de Cornell em 1917, foi campeão amador americano em 1919 e 1920. Foi o primeiro atleta a conquistar um título olímpico do salto com vara quebrando o recorde mundial.